# Yancy Butler

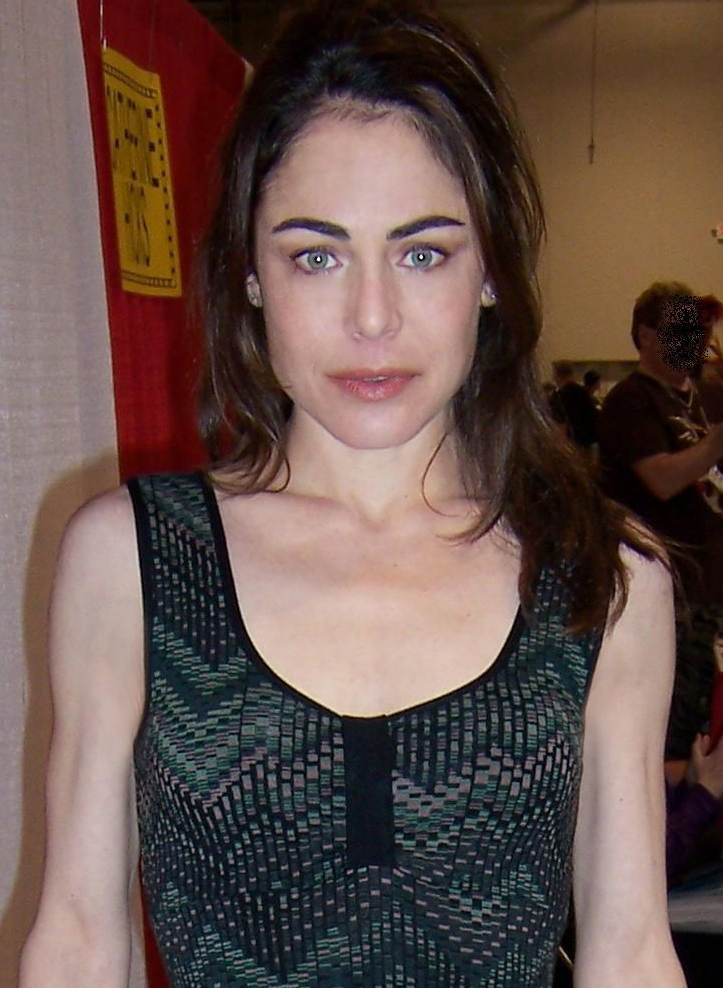
Yancy Butler (2009)

Yancy Butler (ur. 2 lipca 1970 w Nowym Jorku) – amerykańska aktorka, która wystąpiła m.in. w filmach Strefa zrzutu, Kick-Ass i serialu Witchblade: Piętno mocy.

## Filmografia

### Filmy
| Rok  | Tytuł                             | Rola                   | Uwagi    |
| ---- | --------------------------------- | ---------------------- | -------- |
| 1979 | Savage Weekend                    | dziewczynka            |          |
| 1993 | Nieuchwytny cel                   | Natasha Binder         |          |
| 1993 | The Hit List                      | Jordan Henning         |          |
| 1994 | Strefa zrzutu                     | Jessie Crossman        |          |
| 1995 | Let It Be Me                      | Corinne                |          |
| 1996 | Fast Money                        | Francesca March        |          |
| 1997 | Ravager                           | Avedon Hammond         |          |
| 1997 | The Ex                            | Deidre Kenyon          |          |
| 1997 | Annie's Garden                    | Lisa Miller            |          |
| 1999 | The Witness Files                 | Sandy Dickinson        |          |
| 2000 | Doomsday Man                      | Kate Roebuck           |          |
| 2004 | The Last Letter                   | Alicia Cromwell        |          |
| 2006 | Striking Range                    | Emily Johanson         |          |
| 2008 | Vote and Die: Liszt for President | Ann Barklely           |          |
| 2010 | Kick-Ass                          | Angie D'Amico          |          |
| 2013 | Hansel & Gretel Get Baked         | Oficer Hart            |          |
| 2013 | Kick-Ass 2                        | Angie D'Amico          |          |
| 2017 | Death Race 2050                   | Alexis Hamilton        | film DVD |
| 2017 | Zer0-Tolerance                    | Hannah Sag             |          |
| 2017 | Chasing the Star                  | Salome                 |          |
| 2018 | Kodeks zabójcy                    | Laura Consolo          |          |
| 2019 | Emerald Run                       | Anna Thomas            |          |
| 2019 | American Criminal                 | Penelope Lang          |          |
| 2020 | Emerald Run                       | Anna Thomas            |          |
| 2020 | Initiation                        | det. Sandra Fitzgerald |          |
| 2021 | Boogey-Man                        | Elena                  |          |
| 2021 | Last Call in the Dog House        | Mary                   |          |
| 2021 | The Accursed                      | Hana                   |          |

### Telewizja
| Rok       | Tytuł                          | Rola                                | Uwagi             |
| --------- | ------------------------------ | ----------------------------------- | ----------------- |
| 1992      | Mann & Machine                 | Eve Edison                          | 9 odc.            |
| 1993      | South Beach                    | Kate Patrick                        | 7 odc.            |
| 1997–1998 | Brooklyn South                 | Anne-Marie Kersey                   | 21 odc.           |
| 2000      | Witchblade                     | det. Sara Pezzini                   | film TV           |
| 2001–2002 | Witchblade: Piętno mocy        | det. Sara Pezzini                   | gł. rola; 23 odc. |
| 2006      | Double Cross                   | Kathy Swanson                       | film TV           |
| 2006      | Basilisk: The Serpent King     | Hannah Carmelina Santorini Frankman | film TV           |
| 2007      | As the World Turns             | Ava Jenkins                         | 13 odc.           |
| 2008      | Wolvesbayne                    | Lillith                             | film TV           |
| 2010      | Lake Placid 3                  | Reba                                | film TV           |
| 2011      | Mentalista                     | Jodie                               | 1 odc.            |
| 2011      | Wściekłość Yeti                | Villers                             | film TV           |
| 2012      | Lake Placid: The Final Chapter | Reba                                | film TV           |
| 2012      | Shark Week                     | Elena                               | film TV           |
| 2015      | Aligator kontra Anakonda       | Reba                                | film TV           |
| 2017      | Boyfriend Killer               | Carrie Ellington                    | film TV           |
| 2021      | Diary of a Lunatic             | Clarissa                            | miniserial        |